# Гванкити
Гванкити — село в Грузии, в Тержольском муниципалитете Имеретинского края. Располагается на Имеретинской равнине, на правом берегу реки Чолабури (бассейн Квриили). Он расположен на высоте 150 метров над уровнем моря, в 2 километрах от Тержолы. К западу от села стоит церковь Богородицы.

## История
23 апреля 2020 года, во время пандемии коронавируса в Грузии, село было объявлено карантинной зоной.
В связи с увеличением числа зараженных коронавирусом, Гваникити закрыли и установили пять контрольно-пропускных пунктов.
Режим карантина в селе Гванкити отменен 12 мая 2020 года.

## Известные жители
- Ираклий Багратиони (род. 1982, Гванкити) — Представитель имеретинской ветви из царской династии Багратионов (дворянской линии, единственной выжившей в мужском поколении из Имеретии[4]), претендент на имеретинский царский престол. В 2010 году заявил о том, что не исключает претензий на трон в Имеретии, если конституционная монархия будет восстановлена в стране.[5][6]